# 気球クラブ、その後
『気球クラブ、その後』（ききゅうクラブ、そのご）は、2006年に公開された日本映画である。主演は『HAZARD』の深水元基。監督は園子温。

## ストーリー
気球に情熱をかける村上と恋人の美津子が始めた熱気球サークル“うわの空”には、様々な思いを抱いた若者たちが集まっていた。しかし“うわの空”はいつのまにか解散。それから5年の月日がたったある日、サークルメンバーの間に「村上が交通事故死した」と連絡が回る。それをきっかけにバラバラになっていたメンバーが再び集まり村上を偲ぶ大宴会が開かれる。しかし彼らは気が付いていた。これが最後のバカ騒ぎになる事を…。荒井由実の名曲「翳りゆく部屋」をモチーフに、モラトリアムな若者たちと切ない恋愛模様を描いた青春ドラマ。

## キャスト
- 深水元基
- 川村ゆきえ
- 長谷川朝晴
- 永作博美
- 西山繭子
- いしだ壱成
- 与座嘉秋
- 大田恭臣
- ペ ジョンミョン
- 江口のりこ
- 安藤玉恵
- 松尾政寿
- 内山人利
- 不二子
- 斉藤一平

## スタッフ
- エグゼクティブプロデューサー：小曽根太
- プロデューサー：富田敏家
- ラインプロデューサー：天野修敬
- 脚本・監督：園子温
- キャスティング：杉山麻衣
- 音楽：荒井由実
- 撮影：谷川創平
- 整音：小宮元
- 編集：伊藤潤一
- スチール：黒田光一
- 配給：エム・エフボックス